# Начальник Генерального штабу (Німеччина)
Начальник Генерального штабу (Німеччина) — одна з вищих військових посад у Збройних силах Німеччини за часів існування Прусської, імперської армій, а також армій Рейхсверу й Вермахту (1808—1945).
Начальник німецького Генерального штабу, спочатку Прусського Генерального штабу і офіційно Великого Генерального штабу (нім. Großer Generalstab) перебував на чолі прусської армії, а пізніше, німецької армії, й ніс персональну відповідальність за безперервне вивчення всіх аспектів війни, у тому числі бойового досвіду армій світу, за розробку концептуальних і доктринальних положень військового будівництва з метою підготовки армії Пруссії до війни, а також для складання і розгляду планів мобілізації або кампанії. Неофіційно посада начальника Генштабу існувала з 1 березня 1808, коли цей орган військового управління очолив легендарний генерал Шарнгорст, а легітимізована посада була офіційно законом від 1814 році, зі створенням першого у світової історії генштабу.

## Начальники Генерального штабупрусської армії(1808—1871)
Діяльність Генштабу Пруссії цього періоду (1808–1871) включала в себе вивчення досвіду бойових дій, розробку перспективних планів (у залежності від політичної ситуації), розвиток картографічної бази, вирішення питань управління та військової логістики, в тому числі здійснювався контроль за розвитком дорожньої мережі з військової точки зору.
| #  | Фото | Ім'я (роки життя)                                                | Військове звання       | Термін в посаді                 |
| -- | ---- | ---------------------------------------------------------------- | ---------------------- | ------------------------------- |
| 1  |      | Герхард фон Шарнгорст (12 листопада 1755 — 28 червня 1813)       | генерал-лейтенант      | 1 березня 1808 — 17 червня 1810 |
| 2  |      | Карл Георг фон Гаке (8 серпня 1769 — 19 травня 1835)             | генерал від інфантерії | 17 червня 1810 — березень 1812  |
| 3  |      | Густав фон Раух (1 квітня 1774 — 2 квітня 1841)                  | генерал від інфантерії | березень 1812 — березень 1813   |
| 4  |      | Герхард фон Шарнгорст (12 листопада 1755 — 28 червня 1813)       | генерал-лейтенант      | березень — 28 червня 1813       |
| 5  |      | Август Найдгардт фон Гнайзенау (27 жовтня 1760 — 23 серпня 1831) | генерал-лейтенант      | 28 червня 1813 — 3 червня 1814  |
| 6  |      | Карл фон Крольман (30 липня 1777 — 1 червня 1843)                | генерал-майор          | 3 червня 1814 — листопад 1819   |
| 7  |      | Отто Август фон Лілієнштерн (16 квітня 1780 — 1 липня 1847)      | генерал-лейтенант      | листопад 1819 — 11 січня 1821   |
| 8  |      | Карл фон Мюффлінг (12 червня 1775 — 10 січня 1851)               | генерал-лейтенант      | 11 січня 1821 — 29 січня 1829   |
| 9  |      | Вільгельм фон Краузенек (13 жовтня 1774 — 2 листопада 1850)      | генерал від інфантерії | 29 січня 1829 — 13 травня 1848  |
| 10 |      | Карл фон Рейхер (21 червня 1786 — 7 жовтня 1857)                 | генерал кінноти        | 13 травня 1848 — 7 жовтня 1857  |
| 11 |      | Гельмут фон Мольтке старший (26 жовтня 1800 — 24 квітня 1891)    | генерал-майор          | 7 жовтня 1857 — 18 січня 1871   |

## Начальники Генерального штабуНімецької імперії(1871—1919)
Після об'єднання Німеччини Прусський Генеральний штаб став Імперським Німецьким Генеральним штабом, з прикомандируванням до нього офіцерів Генеральних штабів Саксонії, Вюртемберга та Баварії, і відповідав за військове планування для всієї Німецької імперії. Генштаб поділявся між центральним Великим Генштабом в Берліні, де знаходився його голова, і генеральних штабів корпусів та штаб-квартир дивізій . Глава Великого Генштабу носив титул «начальник Генерального штабу», а також здійснював оперативне керівництво усіма штабними офіцерами імперської армії.
| # | Фото | Ім'я (роки життя)                                              | Військове звання       | Термін в посаді                  |
| - | ---- | -------------------------------------------------------------- | ---------------------- | -------------------------------- |
| 1 |      | Гельмут фон Мольтке старший (26 жовтня 1800 — 24 квітня 1891)  | генерал від інфантерії | 18 січня 1871 — 10 серпня 1888   |
| 2 |      | Альфред фон Вальдерзее (8 квітня 1832 — 5 березня 1904)        | генерал-квартирмейстер | 10 серпня 1888 — 7 лютого 1891   |
| 3 |      | Альфред фон Шліффен (28 лютого 1833 — 4 січня 1913)            | генерал-лейтенант      | 7 лютого 1891 — 1 січня 1906     |
| 4 |      | Гельмут фон Мольтке молодший (25 травня 1848 — 18 червня 1916) | генерал-квартирмейстер | 1 січня 1906 — 14 вересня 1914   |
| 5 |      | Ерік фон Фалькенгайн (11 вересня 1861 — 8 квітня 1922)         | генерал-майор          | 14 вересня 1914 — 29 серпня 1916 |
| 6 |      | Пауль фон Гінденбург (2 жовтня 1847 — 2 серпня 1934)           | генерал-фельдмаршал    | 29 серпня 1916 — 3 липня 1919    |
| 7 |      | Вільгельм Ґренер (22 листопада 1867 — 2 вересня 1939)          | генерал-лейтенант      | 3 — 7 липня 1919                 |
| 8 |      | Ганс фон Зект (22 квітня 1866 — 27 грудня 1936)                | генерал-полковник      | 7 — 15 липня 1919                |

## Начальники Генерального штабуВеймарської республіки(1919—1933)
Після катастрофічної поразки німецької армії і капітуляції Німецької імперії, за умовами Версальського мирного договору Імперський Генеральний штаб був розпущений й у відповідності до розділу 160 договору Німеччині було категорично заборонено відновлювати цю інституцію. Однак, німецький генералітет формально підкорився вимогам союзників, й водночас перетворив свій Генеральний штаб на, так званий Військовий офіс (Truppenamt), який поступово перебрав на себе усі повноваження військового управління Рейхсвером.
| # | Фото | Ім'я (роки життя)                                              | Військове звання       | Термін в посаді                  |
| - | ---- | -------------------------------------------------------------- | ---------------------- | -------------------------------- |
| 1 |      | Ганс фон Зект (22 квітня 1866 — 27 грудня 1936)                | генерал-полковник      | 11 жовтня 1919 — 26 березня 1920 |
| 2 |      | Вільгельм Гайє (31 січня 1869 — 11 березня 1947)               | генерал-полковник      | 26 березня 1920 — лютий 1923     |
| 3 |      | Отто Гассе (21 червня 1871 — 28 вересня 1942)                  | генерал від інфантерії | лютий 1923 — жовтень 1925        |
| 4 |      | Георг Вітцель (5 березня 1869 — 3 січня 1947)                  | генерал від інфантерії | жовтень 1925 — 27 січня 1927     |
| 5 |      | Вернер фон Бльомберг (2 вересня 1878 — 14 березня 1946)        | оберст                 | 27 січня 1927 — 30 вересня 1929  |
| 6 |      | Курт фон Гаммерштайн-Екворд (26 вересня 1878 — 25 квітня 1943) | генерал-майор          | 30 вересня 1929 — 31 жовтня 1930 |
| 7 |      | Вільгельм Адам (15 вересня 1877 — 8 квітня 1949)               | генерал-майор          | 31 жовтня 1930 — 30 вересня 1933 |
| 8 |      | Людвіг Бек (29 червня 1880 — 20 липня 1944)                    | генерал-лейтенант      | 1 жовтня 1933 — 1 липня 1935     |

## Начальники Генеральних штабів вермахту (1935—1945)

### НачальникиГенерального штабу Сухопутних військ(1935—1945)
| # | Фото | Ім'я (роки життя)                                    | Військове звання       | Термін в посаді                  |
| - | ---- | ---------------------------------------------------- | ---------------------- | -------------------------------- |
| 1 |      | Людвіг Бек (29 червня 1880 — 20 липня 1944)          | генерал-полковник      | 1 липня 1935 — 31 серпня 1938    |
| 2 |      | Франц Гальдер (30 червня 1884 — 2 квітня 1972)       | генерал артилерії      | 31 серпня 1938 — 24 вересня 1942 |
| 3 |      | Курт Цайцлер (9 вересня 1895 — 25 вересня 1963)      | генерал від інфантерії | 24 вересня 1942 — 10 червня 1944 |
| 4 |      | Адольф Гойзінгер (4 серпня 1897 — 30 листопада 1982) | генерал-лейтенант      | 10 червня — 21 липня 1944        |
| 5 |      | Гайнц Гудеріан (17 червня 1888 — 14 травня 1954)     | генерал-полковник      | 21 липня 1944 — 28 березня 1945  |
| 6 |      | Ганс Кребс (4 березня 1898 — 1 травня 1945)          | генерал від інфантерії | 28 березня — 1 травня 1945       |

### НачальникиГенерального штабу Люфтваффе(1935—1945)
| # | Фото | Ім'я (роки життя)                                       | Військове звання  | Термін в посаді                   |
| - | ---- | ------------------------------------------------------- | ----------------- | --------------------------------- |
| 1 |      | Вальтер Вефер (11 листопада 1887 — 3 червня 1936)       | генерал-лейтенант | 1 березня 1935 — 3 червня 1936    |
| 2 |      | Альберт Кессельрінг (30 листопада 1885 — 16 липня 1960) | генерал-лейтенант | 5 червня 1936 — 31 травня 1937    |
| 3 |      | Ганс-Юрген Штумпф (15 червня 1889 — 9 березня 1968)     | генерал-лейтенант | 1 червня 1937 — 31 січня 1939     |
| 4 |      | Ганс Єшоннек (9 квітня 1899 — 18 серпня 1943)           | оберст            | 1 лютого 1939 — 19 серпня 1943    |
| 5 |      | Гюнтер Кортен (26 липня 1898 — 22 липня 1944)           | генерал авіації   | 25 серпня 1943 — 22 липня 1944    |
| 6 |      | Вернер Крайпе (12 січня 1904 — 7 вересня 1967)          | генерал авіації   | 2 серпня — 28 жовтня 1944         |
| 7 |      | Карл Коллер (22 лютого 1898 — 22 січня 1951)            | генерал авіації   | 12 листопада 1944 — 8 травня 1945 |

### НачальникиГенерального штабу Крігсмаріне(1937—1945)
| # | Фото | Ім'я (роки життя)                                     | Військове звання | Термін в посаді                 |
| - | ---- | ----------------------------------------------------- | ---------------- | ------------------------------- |
| 1 |      | Гюнтер Гузе (30 серпня 1896 — 6 травня 1953)          | контрадмірал     | 1 жовтня 1937 — 31 жовтня 1938  |
| 2 |      | Отто Шнівінд (14 грудня 1887 — 26 березня 1964)       | контрадмірал     | 31 жовтня 1938 — 12 червня 1941 |
| 3 |      | Курт Фріке (8 листопада 1889 — 2 травня 1945)         | віцеадмірал      | 13 червня 1941 — 21 лютого 1943 |
| 4 |      | Вільгельм Майзель (4 листопада 1893 — 7 вересня 1974) | адмірал          | 21 лютого 1943 — 22 травня 1945 |